# Æbleskiver

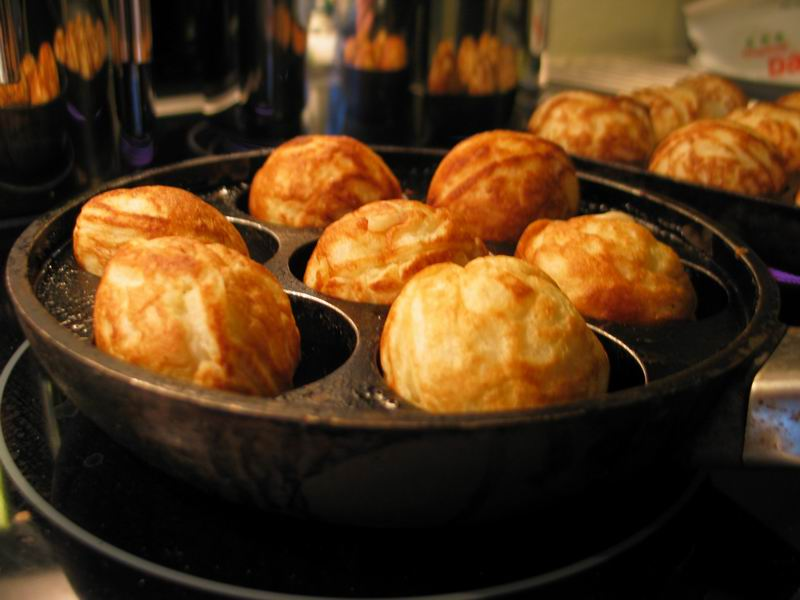
Æbleskiver i munkpanna.

Æbleskiver (svenska: äppelskivor) är en dansk maträtt som i synnerhet serveras kring juletid och lilla julafton, men även äts vid andra festliga tidpunkter på året.
Trots namnet innehåller æbleskiver inte äpple, utan är en slags bullar gräddade av pannkaksliknande smet, i en speciell stekpanna av gjutgods, ett så kallat "æbleskivejern" eller "æbleskivepande", som på svenska vanligen kallas munkpanna. På sin ovansida har en sådan panna cirka sju stycken skålade formar liknande halvklot där æbleskiverna gräddas. De tillagas genom att man fyller formarna med smeten för att grädda ena halvan, varefter man vänder på den så att smeten rinner ner i urgröpningen och bildar den andra halvan. Bullarna/æbleskiverne, som i färdigt skick är i storlek ungefär som ping-pongbollar, har en särdeles porös konsistens och serveras nylagade, några stycken åt gången, med jordgubbssylt och florsocker. Till anrättningen dricker man vid juletid gärna glögg. I södra Norge kallas bullarna munker.
Sitt namn har anrättningen fått från att man från början doppade en äppelskiva i mjöl och ägg för att sedan steka detta i ett stekjärn. Senare började man dock tillaga bullarna på nuvarande sätt, men man kunde fortfarande lägga en klick äppelmos, en bit kokt äpple eller rabarberkompott i medan man gräddade ena sidan. Detta har på senare tid blivit allt mer ovanligt.
Med fyllning liknar rätten den tyska anrättningen Pförtchen, som tillagas på liknande sätt och fylls med bland annat äppelmos eller katrinplommonmos. Det finns även en liknande anrättning i Nederländerna som kallas poffertjes. Utan fyllning påminner de om vanliga svenska munkar.